# ملعب ألبرت فلوريان
ملعب ألبرت فلوريان كان ملعب رياضي يقع في بودابست، المجر، يتسع لـ 29505 متفرج. تم وضع حجر الأساس للملعب في 1933. بدأ بناؤه في 1910 وافتتح في 1911. تم تجديده في 1971. تم هدم هذا الملعب في 1971 و2013.

## معرض صور

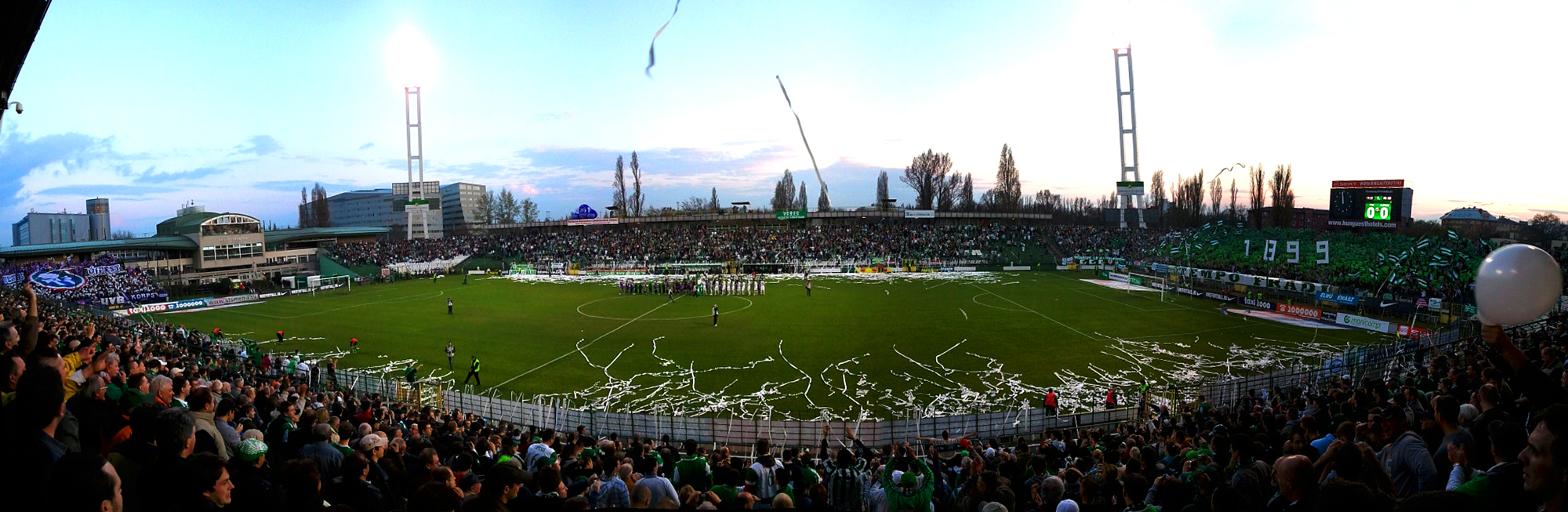
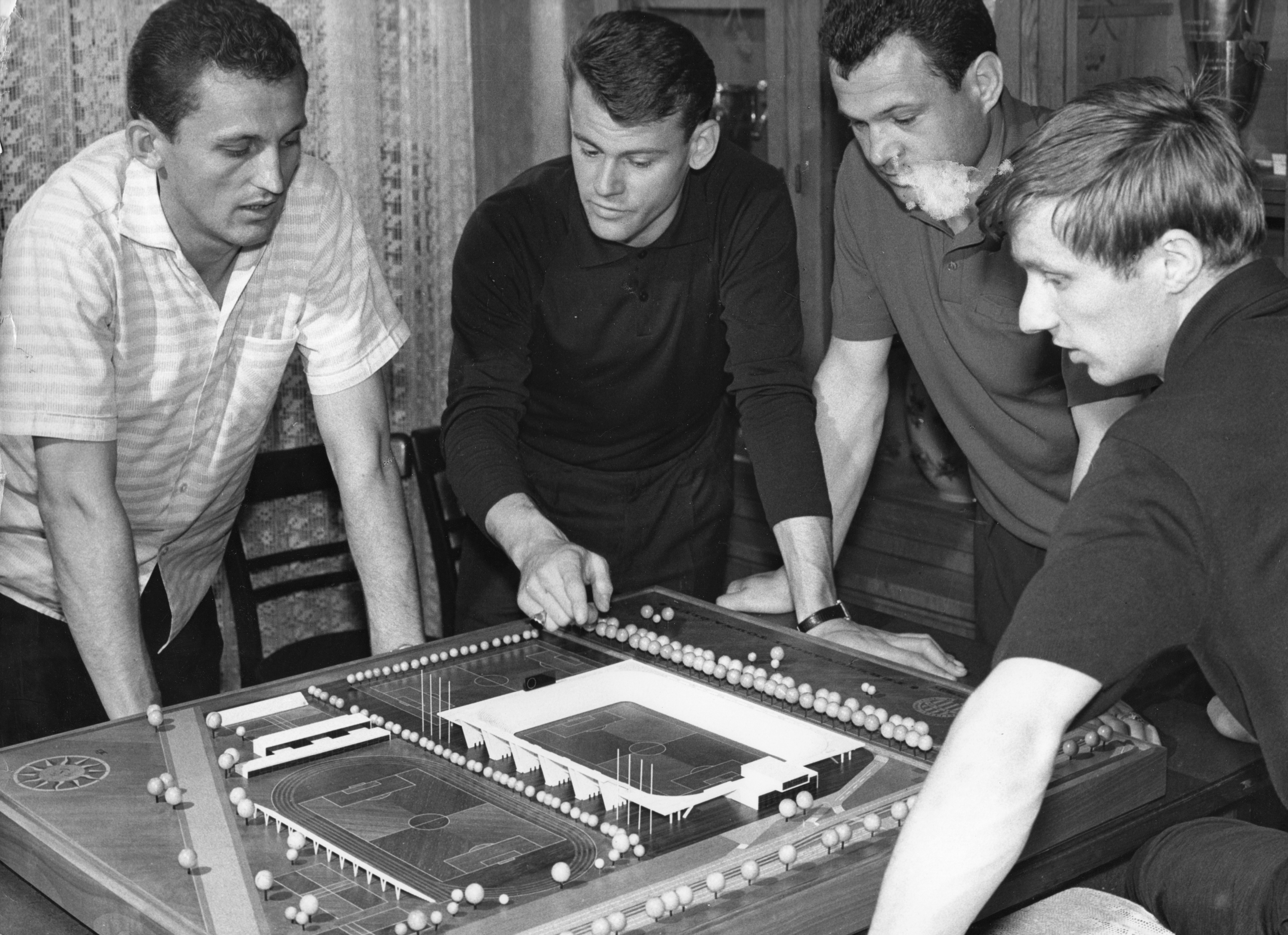
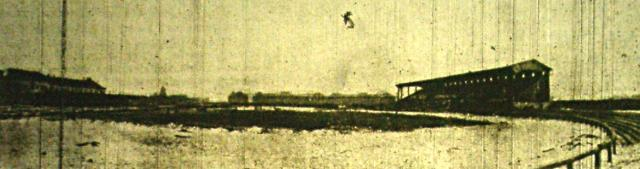
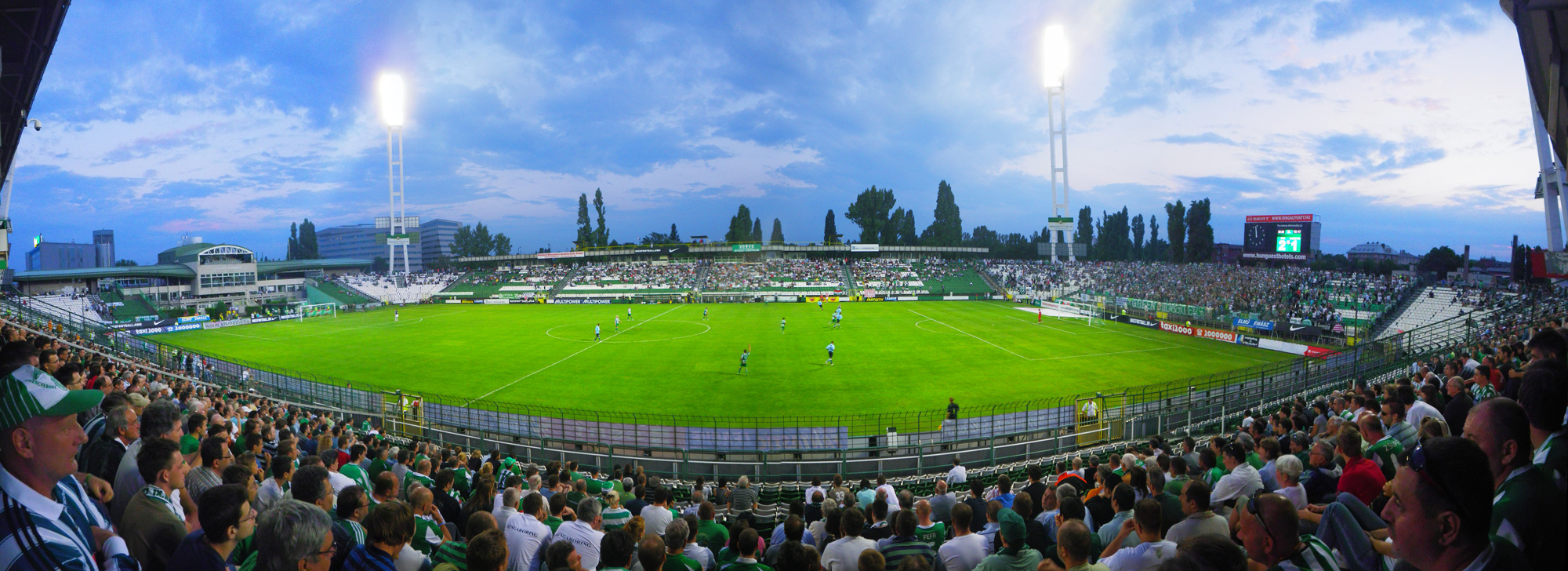
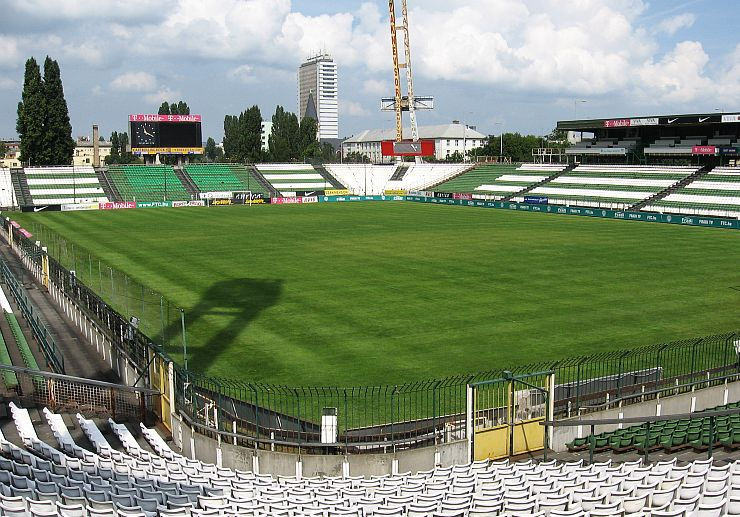